# Избыток выбора
Избыток выбора (англ. choice overload) — это феномен, который возникает в результате слишком большого количества равнозначных вариантов, доступных потребителю. При этом чем больше выбор, тем беспокойнее чувствует себя потребитель. Одним из решений повышения благополучия покупателей является снижение бесконечного множества вариантов различных товаров.

## Предпосылки
Стоит оговориться, что данная проблема не является таковой во всех случаях, для неё есть ряд предпосылок:
1. Люди, которые совершают выбор, не должны иметь четкого предварительного предпочтения для категории или типа товара.
2. Не должно быть доминирующего варианта в наборе выбора, то есть все варианты должны восприниматься как эквивалентные.
3. Отрицательная связь между выбором ассортимента и удовлетворением существует только у малоопытных покупателей. Это означает, что, если человек, осуществляющий выбор, имеет опыт в этой области, он может легче разобраться в вариантах и не быть перегружен разнообразием.

## В экономической обстановке
Психологическое явление перегруза выбором чаще всего можно увидеть в экономическом применении. На рынке сейчас существует безграничное множество продуктов. Наличие такого большего выбора, представляется привлекательным на начальном этапе, но слишком большое число вариантов может сделать принятие решений значительно труднее. По словам Джорджа Миллера (1956), потребитель может держать в голове только семь задач одновременно. После этого потребителю придется разработать стратегию выживания, чтобы принять обоснованное решение. Это может привести к нерешительности, чувству несчастья и даже воздержанию от выбора (покупки) вообще. Элвин Тоффлер отметил, что по мере того, как выбор становится избыточным, «свобода большего выбора» становится противоположной — «несвободой». Часто клиент принимает решение, не достаточно исследуя свои варианты, на обдумывание которых может потребоваться порой несколько дней. Столкнувшись со слишком большим выбором, особенно в условиях ограниченного времени, многие люди предпочитают вообще не делать выбор, даже если он приведет к лучшему результату.
Существование чрезмерного выбора, как воспринимаемого, так и реального, подтверждается исследованиями ещё в середине 70-х годов. Количество различных товаров, от мыла до автомобилей, неуклонно растет уже более полувека. Например, в США представлены разные бренды мыла и моющих средств — количество вариантов, предлагаемых средним супермаркетом Америки, выросло с 65 в 1950 году до 200 в 1963 году до более чем 360 в 2004 году. И чем больше вариантов, тем, как правило, больше времени необходимо для принятия решения.

## Разнообразие и сложность
Есть два шага, участвующих в принятии решения о покупке. Во-первых, потребитель анализирует ассортимент. Во-вторых, выбирает вариант из этого ассортимента. Разнообразие и сложность различаются по своему значению при успешном выполнении этих шагов, в результате чего потребитель решает сделать покупку.
Разнообразие является положительным аспектом ассортимента. При анализе ассортимента на этапе восприятия, на первом этапе принятия решения, потребители хотят больше разнообразия.
Сложность — это негативный аспект ассортимента. Сложность проявляется на втором шаге выбора, когда потребителю необходимо решить, какой вариант из ассортимента его больше устраивает. При выборе отдельного товара в ассортименте слишком большое разнообразие увеличивает сложность. Это может привести к задержке или отказу потребителя от принятия решения.

## Визуализация товара
Изображения обрабатываются целиком при принятии решения о покупке. Это означает, что они требуют меньше умственных усилий для обработки, что дает потребителю ощущение, что информация обрабатывается быстрее. Потребители предпочитают этот визуальный ярлык обработки, который Джозеф Таунсенд назвал «визуальный гевристический», независимо от того, насколько велик размер набора выбора. Изображения увеличивают наше воспринимаемое разнообразие вариантов. Как уже говорилось ранее, разнообразие хорошо при первом шаге выбора ассортимента. С другой стороны, устные описания обрабатываются таким образом, что слова, которые составляют предложения воспринимаются индивидуально. То есть, люди анализируя текст, больше понимают информации и могут сделать более осознанный выбор. При этом при избытке выбора, где есть огромное разнообразие, воспринимать словесные описания сложнее и восприятие информации сильно снижается.

## Экспериментальные исследования
Этот феномен заинтересовал многих исследователей в данной области. Одним из них был Барри Шварц, который издал в 2004 году книгу «Парадокс выбора». В ней он рассматривал взаимосвязь избыточного числа вариантов с несчастьем человека. «Свобода выбора» заставляет людей чувствовать себя бессильными и разочарованными, потому что выбор «одного» среди множества других вариантов означает отказ от остальных возможностей.
С этим же понятием работали и такие экономисты как Шина Айенгар (Sheena Sethi Iyengar) и Марк Леппер (Mark Lepper) в 2000 году. Они пришли к тому, что избыток выбора приводит в целом к усталости от принятия решений, и люди просто откладывают на время (принятие решений), например, не покупают продукт.
Александр Чернев в 2015 году, дополнил прошлые исследования, многочисленными факторами, способствующие перегрузке от большого количества вариантов. К ним он отнес временные ограничения, соответствие и взаимодополняемость вариантов, неопределённость предпочтений потребителя и другие факторы.
Тем не менее, некоторые исследования потребительских товаров показывают, что, как это ни парадоксально, больший выбор должен быть предложен в областях продукта, в которых люди, как правило, чувствуют себя незнающими (например, вино), в то время как меньше выбора должно быть предоставлено в областях, в которых люди, чувствуют себя знающими (например, безалкогольные напитки), такую идею предложили Лиат Гадар (Liat Hadar) и Санджай Суд (Sanjay Sood) в 2014 году.
Одно из решений избытка выбора — упрощение или сокращение вариантов, предложил в своем исследовании Эрик Джонсон в 2012 году.